# 美洲似銀漢魚
美洲似銀漢魚（學名：Atherinopsis californiensis），或稱加州似銀漢魚，為輻鰭魚綱銀漢魚目銀漢魚科的其中一種。

## 分布
本魚分布於美國奧勒岡州、加州聖地牙哥至墨西哥下加利福尼亞沿岸。

## 特徵
本魚體呈長梭型，略側扁，頭短，鰭長略大於體高；吻尖突，兩腭略等長；主上腭骨窄小，其末端不達眼前緣；前主上腭骨之上突起甚短，短於眼徑；齒小而尖，並成小窄齒帶，上腭之內列齒較大。背鰭兩分離，第一背鰭較小，具9枚硬棘，其起點位於體背中央之略後；第二背鰭具1棘及12枚軟條，臀鰭具1棘及23枚軟條，其基底大於第二背鰭；胸鰭胸位，略與頭長等長，末端不達腹鰭基底；腹鰭中腹位；尾鰭深開叉；體被細圓鱗，13縱列，一縱列約有鱗77枚。體淡綠色，體側具一銀色縱帶，鰓蓋黃色，體長可達45公分。

## 生態
棲息在近海水域，常成群游泳於近岸，在岸邊淺水域之鰻草上產卵，卵具黏著性，成團狀，以藻類及浮游生物為食。

## 經濟利用
為重要的食用魚，其肉白色，組織纖細，加州英語系居民成之為香魚。